# حامد نورمحمدی (بازیکن فوتبال)
حامد نورمحمدی (زادهٔ ۱ خرداد ۱۳۶۵) بازیکن فوتبال اهل ایران است که در پست مدافع بازی می‌کرد.
از باشگاه‌هایی که در آن بازی کرده است می‌توان به باشگاه فوتبال ملوان بندر انزلی و باشگاه فوتبال راه‌آهن و باشگاه فوتبال مس رفسنجان اشاره کرد.